# Adolf Zilch
Adolf Zilch (* 4. März 1911 in Offenbach am Main; † 1. Januar 2006) war ein deutscher Malakologe.
Sein Vater war Kurator und Leiter des Naturkundemuseums in Offenbach. Er studierte 1931 bis 1934 Geologie, Zoologie und Botanik an der Johann Wolfgang Goethe-Universität Frankfurt am Main und wurde bei Otto zur Strassen promoviert (Zur Frage des Flimmerepithels bei Arthropoden). Zilch war 40 Jahre Kurator der Mollusken-Sammlung im Forschungsinstitut Senckenberg, Leiter von dessen Zoologischer Abteilung und Vizedirektor. 1976 ging er in den Ruhestand, arbeitete aber noch 20 Jahre ehrenhalber im Institut. Sein Nachfolger war Ronald Janssen.
Er war Präsident der Deutschen Malakologischen Gesellschaft und ab 1981 deren Ehrenvorsitzender. Er war Herausgeber des Archivs für Molluskenkunde. Zilch erhielt die Silberne Senckenberg-Medaille.
Er war auch ein bekannter Numismatiker.

## Schriften
- Handbuch der Paläozoologie. Band 6: Gastropoden. Teil 2: Euthyneura, Borntraeger 1959
- mit Siegfried Jaeckel: Mollusken, in: Die Tierwelt Mitteleuropas. Band 2, Ergänzung, Quelle und Meyer 1962